# Willem van Keppel
Willem Anne van Keppel (ur. 5 czerwca 1702 w Whitehall w Londynie, zm. 22 grudnia 1754 w Paryżu) – brytyjski arystokrata, polityk, wojskowy i dyplomata, syn Arnolda van Keppela, 1. hrabiego Albemarle, i Gertrudy van der Duyn, córki Adama van der Duyn. Został ochrzczony 16 czerwca 1702 w kościele St. Martin-in-the-Fields w Londynie. Jego matką chrzestną była królowa Anna Stuart.

## Życiorys
25 sierpnia 1717 w wieku 15 lat został podpułkownikiem 1 regimentu Gwardii Pieszej (1st Regiment of Foot Guards). Po śmierci ojca w 1718 odziedziczył tytuł hrabiego Albemarle i zasiadł w Izbie Lordów. W latach 1722–1751 pełnił urząd Lorda of Bedchambera Jerzego II. W latach 1724–1734 był adiutantem królów Jerzego I i Jerzego II. 18 maja 1725 został kawalerem Orderu Łaźni. Zrezygnował z tego orderu 12 lipca 1750, kiedy został kawalerem Orderu Podwiązki. Dokładnie rok później wszedł w skład Tajnej Rady.
Albemarle piął się również po szczeblach kariery wojskowej. 4 czerwca 1733 został pułkownikiem 3. plutonu Gwardii Konnej (3rd troop of Horse Guards). 2 lipca 1739 otrzymał rangę generała-brygadiera. 20 lutego 1742 był już generałem-majorem. Kolejny awans otrzymał 26 lutego 1744. Został wtedy generałem-porucznikiem. W latach 1744–1754 był pułkownikiem Coldstream Guards. Brał udział w bitwach pod Dettingen (27 czerwca 1743), Fontenoy (11 maja 1747) i Culloden (16 kwietnia 1746). Po tej ostatniej bitwie został mianowany Głównodowodzącym w Szkocji.
Był jednym z założycieli londyńskiego Foundling Hospital. Od 26 września 1737 do śmierci był gubernatorem Wirginii.
Od 1748 był brytyjskim ambasadorem w Paryżu. Zmarł podczas pełnienia urzędu.

## Życie prywatne
21 lutego 1722 w Caversham w hrabstwie Oxfordshire poślubił lady Anne Lennox (24 czerwca 1703 – 20 października 1789), córkę Charlesa Lennoxa, 1. księcia Richmond i Lennox, oraz Anne Brudenell, córki Francisa Brudenella, lorda Brudenell. Willem i Anne mieli razem czterech synów i trzy córki:
- George Keppel (5 kwietnia 1724 – 13 października 1772), 3. hrabia Albemarle
- Augustus Keppel (2 kwietnia 1725 – 3 października 1786), 1. wicehrabia Keppel
- William Keppel (5 listopada 1727 – marzec 1782)
- Frederick Keppel (19 stycznia 1728 – 27 grudnia 1777), biskup Exeter
- Caroline Keppel (ok. 1734 – ?), żona Roberta Adaira, miała syna, dyplomatę Roberta Adaira, i córkę, która poślubiła 5. wicehrabiego Barrington
- Elizabeth Keppel (15 listopada 1739 – 2 listopada 1768), żona Francisa Russella, markiza Tavistock, miała dzieci

## Opinia
Jako jeden z nielicznych związanych z Dworem arystokratów epoki georgiańskiej, lord Albemarle doczekał się pochlebnych opinii na swój temat. Horace Walpole napisał o nim, że był człowiekiem wspaniałej postawy i wielkich manier. Jean-François Marmontel pisał, że hrabia był nazywany „galant homme”, był szlachetny, uczuciowy, hojny, lojalny, uprzejmy i wspaniałomyślny. Łączył w sobie to co najlepsze z narodu angielskiego i francuskiego.